# Kolamaafushi
Kolamaafushi  är en ö i Huvadhuatollen i Maldiverna.  Den ligger i administrativa atollen Gaafu Alif atoll, i den södra delen av landet, 370 km söder om huvudstaden Malé.